# Heusweiler
Heusweiler è un comune tedesco di 17 998 abitanti, situato nel land della Saarland.